# Avisado

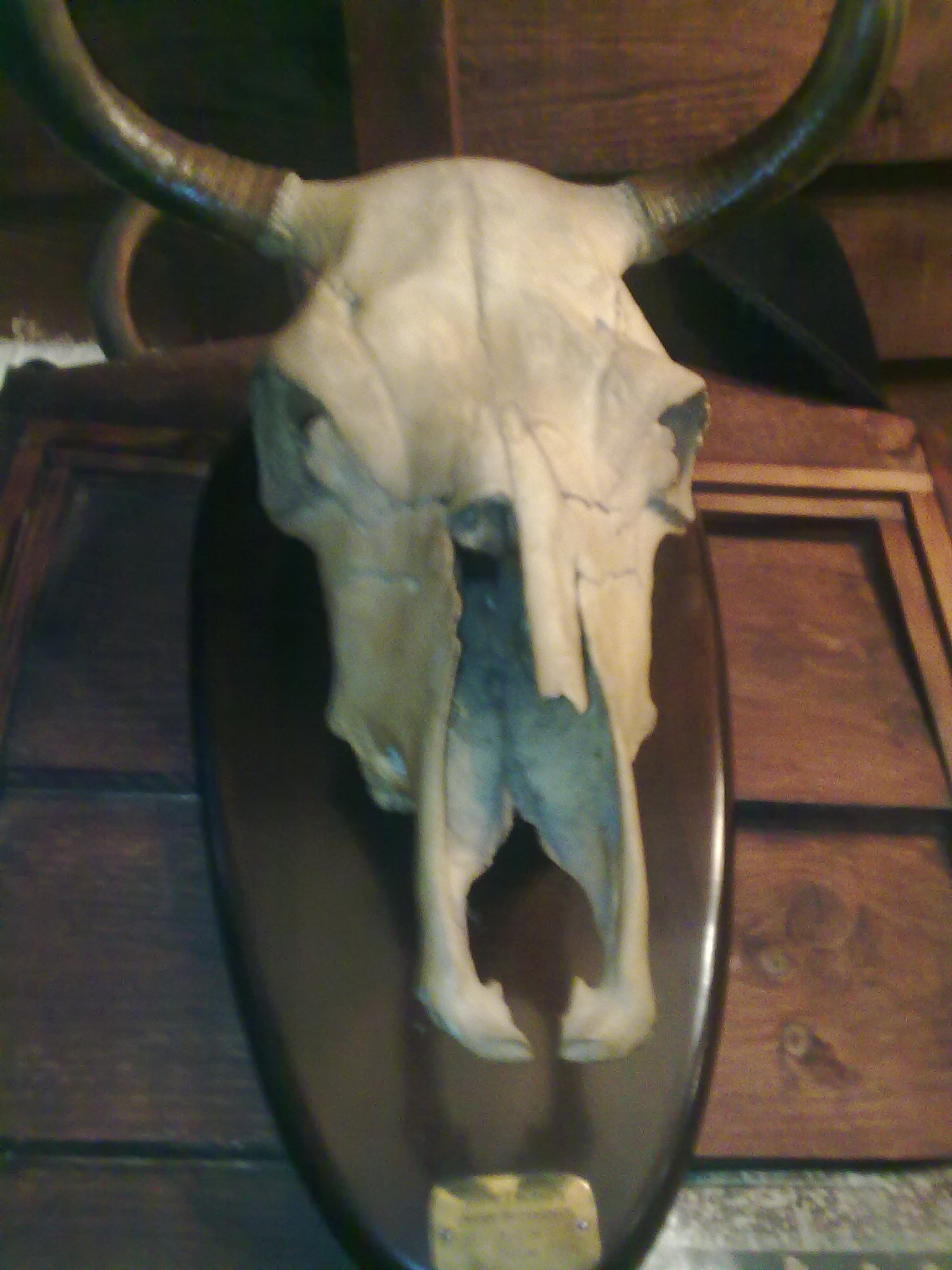
Islero exposé au bar madrilène La Casa Parrondo

Dans le monde de la tauromachie, avisado (avisé) désigne un animal  qui ne suit plus la muleta, mais qui cherche à atteindre l'homme.
Ce taureau est le contraire du taureau noble tout en restant un animal brave. Il est à l'origine d'un grand nombre de blessures mortelles de matadors. On le désigne aussi sous le terme de  avispado.

## Description
Le taureau avisado ou  avispado, est encore décrit comme taureau de sentido (de connaissance). Il présente une qualité opposée à la noblesse qui le pousse à discerner la présence de son ennemi. En général, selon l'expression employée dans le monde taurin, il ne joue pas le jeu. Particulièrement dangereux, car il se désintéresse du leurre, il change d'avis au cours de la charge, et donne un coup de tête violent (hachazo) pour tenter d'embrocher l'homme, ce qui complique  le travail de la muleta, particulièrement au moment de l'estocade. La plupart des toreros abrègent la faena lorsqu'ils sont confrontés à ces animaux.

## Quelques avispados célèbres
Paquiro ayant eu à combattre un taureau avisado, mucho sentido s'en était défait rapidement avec une estocade  a media-vuelta (demi-tour), déclarant ensuite « si j'avais raté mon coup, je serais allé me changer pour qu'il ne me reconnaisse pas. » signifiant ainsi que le taureau l'avait parfaitement identifié.  Cet épisode n'est pas daté, il est rapporté dans plusieurs dictionnaires de tauromachie dont celui d'Auguste Lafront, et de Robert Bérard.
Bombita eut aussi à affronter un avispado de l'élevage Miura  dont il disait : « il me regardait avec cent yeux ».
Parmi le victimes d'avispados, se trouvent « Manolete » : blessé à Linares (Espagne, province de Jaén) le 28 août 1947 par le taureau Islero  de la ganadería de  Miura ; mort à Linarés le 29 août 1947. Et Paquirri  le 26 septembre 1984, dans les arènes de Pozoblanco (Espagne, province de Cordoue), a été blessé par le taureau « Avispado » de la ganadería de Sayalero y Bandres.